# Castelfraiano
Castelfraiano è una struttura militare sita sulla vetta del Monte Castelfraiano a Castiglione Messer Marino, in provincia di Chieti ad un'altezza di 1415 m s.l.m.

## Storia
L'impianto originario risale al XII secolo, poco distanziato rispetto al complesso conventuale dei Minori Conventuali posto più a valle in località Feudo di Lupara e di cui peraltro oggi rimane solo la Chiesa della Madonna del Monte. Questa rocca d'altura dominava le sorgenti dei fiumi Sinello e Treste nonché l'accesso da Monteferrante dalla Val di Sangro, sebbene fondamentalmente il suo scopo fosse quello di vigilare sul tratturo Ateleta-Biferno che quivi passava.

## Descrizione
Da un rilievo in situ il castello risulta avere un recinto con pianta a trapezio scaleno dove, nei due lati corti, sono presenti i resti di una torre di pianta rettangolare, quasi addossata alle mura esterne, e, nel lato opposto, una sporgenza in posizione mediana, sempre di forma rettangolare. Il castello aveva lunghezza di venticinque metri e profondità di dieci, con una superficie complessiva di duecentocinquanta metri quadrati. Probabilmente era aggregato alla struttura principale un piccolo casale. Attualmente ne sono visibili dei ruderi.